# Ploščad Gagarina
Ploščad Gagarina (in russo: Площадь Гагарина, ovvero piazza Jurij Gagarin) è una stazione dell'anello centrale di Mosca, la seconda linea circolare della metropolitana di Mosca, situata nel quartiere Gagarinskij, nel distretto sud-occidentale di Mosca. È l'unica stazione sotterranea della linea. All'interno della stazione si trova l'interscambio diretto con la stazione di Leninskij Prospekt, lungo la linea 6.
Con una frequenza media di 54.000 persone al giorno nel 2018, si tratta della stazione più utilizzata dell'intera linea.